# Corinne Devroute
Pas d'image ? Cliquez ici

a Compétitions nationales et continentales officielles uniquement.

b Matchs officiels uniquement.
Dernière mise à jour le 21 janvier 2024.
Corinne Devroute est une joueuse internationale française de rugby à XV, née le 13 octobre 1972, de 1,77 m pour 76 kg, occupant le poste de deuxième ligne ou de troisième ligne aile en équipe de France féminine.

## Biographie
Corinne Devroute est Métreur (Responsable d'un Bureau d'Etudes), a été institutrice et professeur d'EPS, et avant d’arriver au rugby, elle pratiquait le volley-ball, sport débuté à l'âge de 9 ans.
Joli parcours de 14 ans (une participation en Coupe d’Europe et participation au Championnat de France Juniors en 1990 avec le club de Courrières).
Pour ses études de professeur d'EPS, Corinne Devroute va à Lyon. Elle pratique le volley-ball comme option.
Lors de la fête du sport à l'UFRSTAPS de Lyon, les rugbymens voulaient faire une équipe féminine de rugby à sept. Ainsi est découvert le rugby en 1994.
Corinne Devroute prend une licence et évolue 4 ans à Rillieux-la-Pape, puis à Sassenage, Bourg-en- Bresse, Villeneuve d'Ascq (Championne de France en 2006 en Armelle Auclair) et finit sa carrière à Dijon avec un titre de Championne de France en 2008 en Armelle Auclair.
Elle fait partie de l'équipe de France féminine disputant notamment la Coupe du monde 2006.
Elle entraine le Rugby féminin Dijon Bourgogne (Gazelles de Dijon) jusqu'en 2022.

## Palmarès
- Sélectionnée en équipe de France à 32 reprises
- Tournoi des Six Nations en 2004 et 2005 (deux grand chelems)
- Championne d'Europe en 2005
- 3e de la Coupe du monde 2006